# 帕沃洛奇
49°52′9″N 29°26′57″E / 49.86917°N 29.44917°E
帕沃洛奇（烏克蘭語：Паволоч）是烏克蘭北部的村莊，隸屬日托米爾州的日托米爾區。該村始建於十五世紀，面積10.8平方公里，海拔高度201米，2001年人口1,437。